# Östra Sönnarslövs landskommun
Östra Sönnarslövs landskommun var en tidigare kommun i dåvarande Kristianstads län.

## Administrativ historik
Kommunen bildades i Sönnarslövs socken i Gärds härad i Skåne när 1862 års kommunalförordningar trädde i kraft. Namnet var före 1 januari 1886 Sönnarslövs landskommun, bytet beslutat 17 april 1885.
Vid kommunreformen 1952 uppgick kommunen i Everöds landskommun som 1971 uppgick i Kristianstads kommun.

## Politik

### Mandatfördelning i Östra Sönnarslövs landskommun 1938-1946
| 12 | 8 |

| 20 |

| 14 | 6 |

| 20 |

| 13 | 7 |

| 19 |